# Aristide Bruant

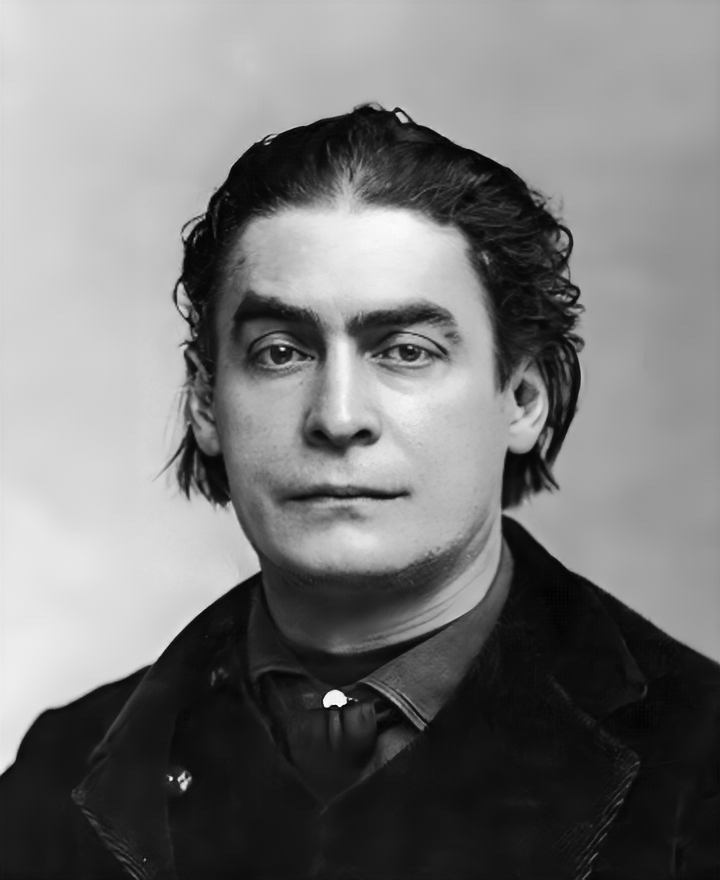
Aristide Bruant 1898

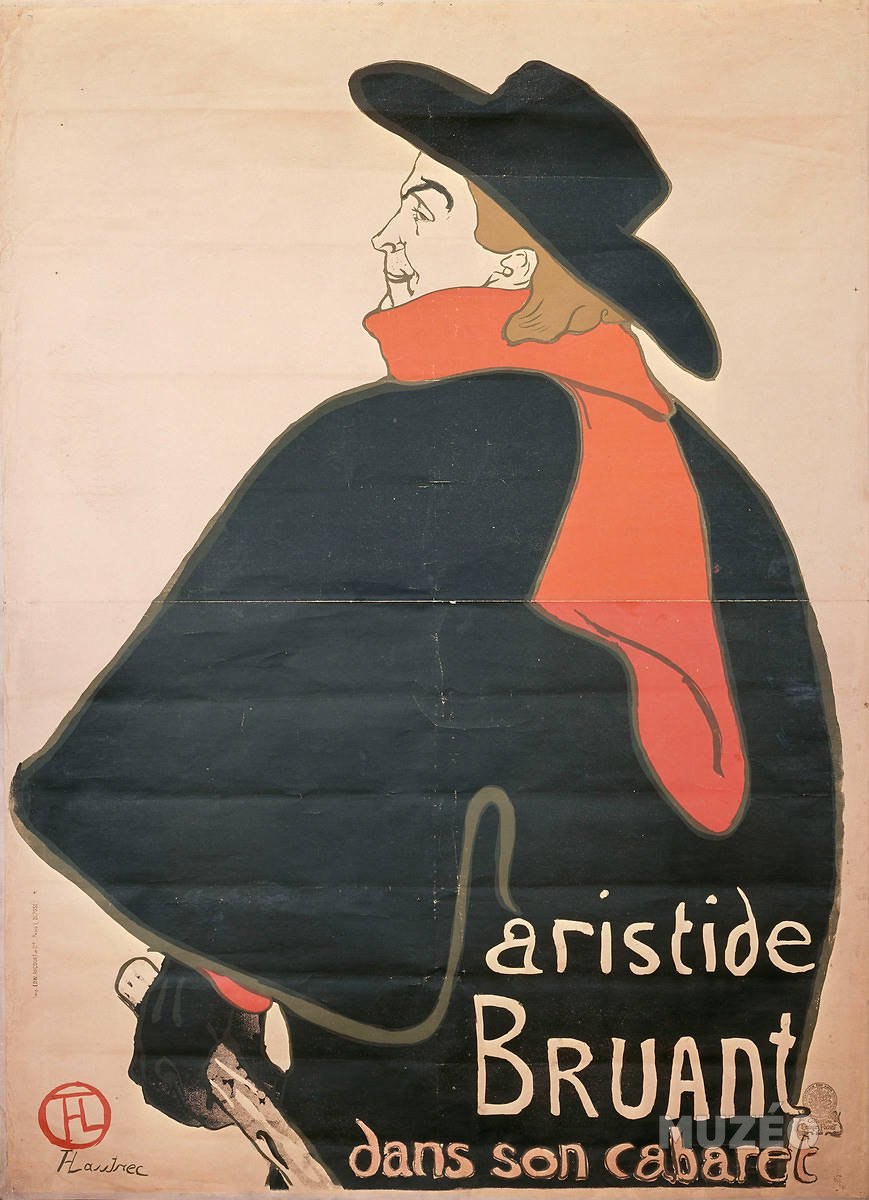
Aristide Bruant geschilderd door
Toulouse-Lautrec

 Aristide Louis Armand Bruand  (Courtenay, 6 mei 1851 – Parijs, 11 februari 1925) was een Frans chansonnier en schrijver.
Aanvankelijk trad Bruant op in het cabaret van het etablissement Le Chat Noir van Rodolphe Salis, dat hij in 1885 overnam en omdoopte in Le Mirliton. Hij was een socialist in hart en nieren en dat kwam in zijn chansons duidelijk tot uiting. Zijn taalgebruik was dat van het argot van Montmartre.
Men herinnert zich Bruant tegenwoordig echter vooral omdat hij het onderwerp is van een schilderij van Toulouse-Lautrec dat ook decennialang een populaire kamerposter geweest is (afbeelding). In deze kledij, grote hoed, rode foulard en laarzen, trad hij altijd op.

## Chansons(selectie)
- Nini Peau d'Chien
- A la Bastille
- A la Villette
- Meunier tu es cocu
- A Batignolles
- Serrez Vos Rangs
- A la Roquette
- La chanson des Michetons
- A Poissy
- A la Place Maubert
- Les petits joyeux
- Belleville-Menilmontant
- La Greviste
- Le Chat noir